# 1909 Alekhin
Alekhin (asteróide 1909) é um asteróide da cintura principal com um diâmetro de 17,42 quilómetros, a 1,8832548 UA. Possui uma excentricidade de 0,2231896 e um período orbital de 1 378,75 dias (3,78 anos).
Alekhin tem uma velocidade orbital média de 19,12915167 km/s e uma inclinação de 1,78612º.
Esse asteróide foi descoberto em 4 de Setembro de 1972 por Lyudmila Zhuravlyova.